# Villa Malfitano Whitaker

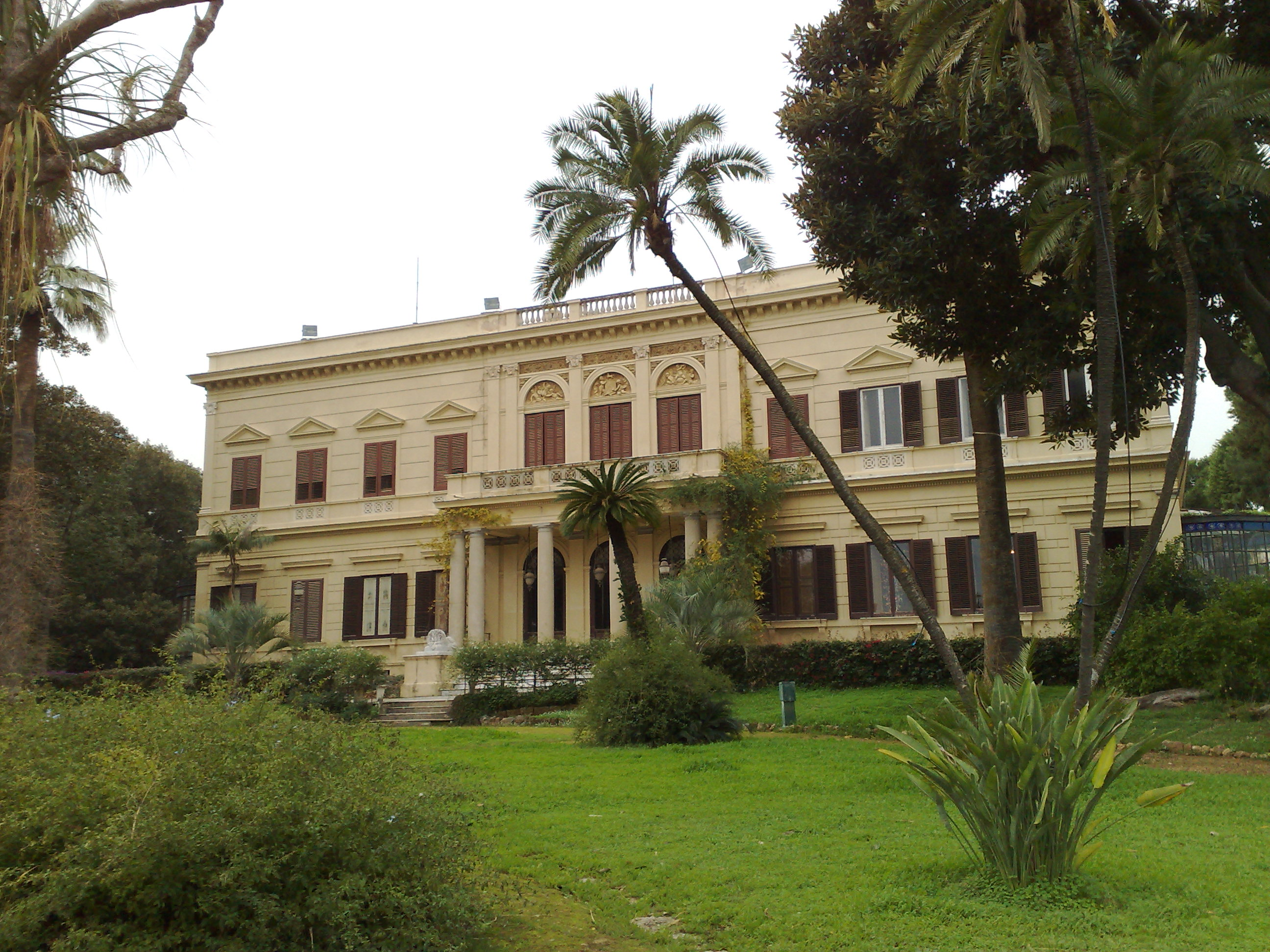
la villa Malfitano.

La Villa Malfitano Whitaker se trouve 167  via Dante à Palerme et est le siège de la Fondation Whitaker.

## Histoire
Joseph Whitaker Jr, entrepreneur descendant d'une famille anglaise établie à Palerme au cours de la seconde moitié du XIXe siècle, achète au chevalier Beneventano di Lentini le piano di Malfitano en 1885. Il confie la réalisation d'une luxueuse villa avec parc, à l'architecte Ignazio Greco (it) entre 1885 et 1889.

## La villa et la collection Whitaker

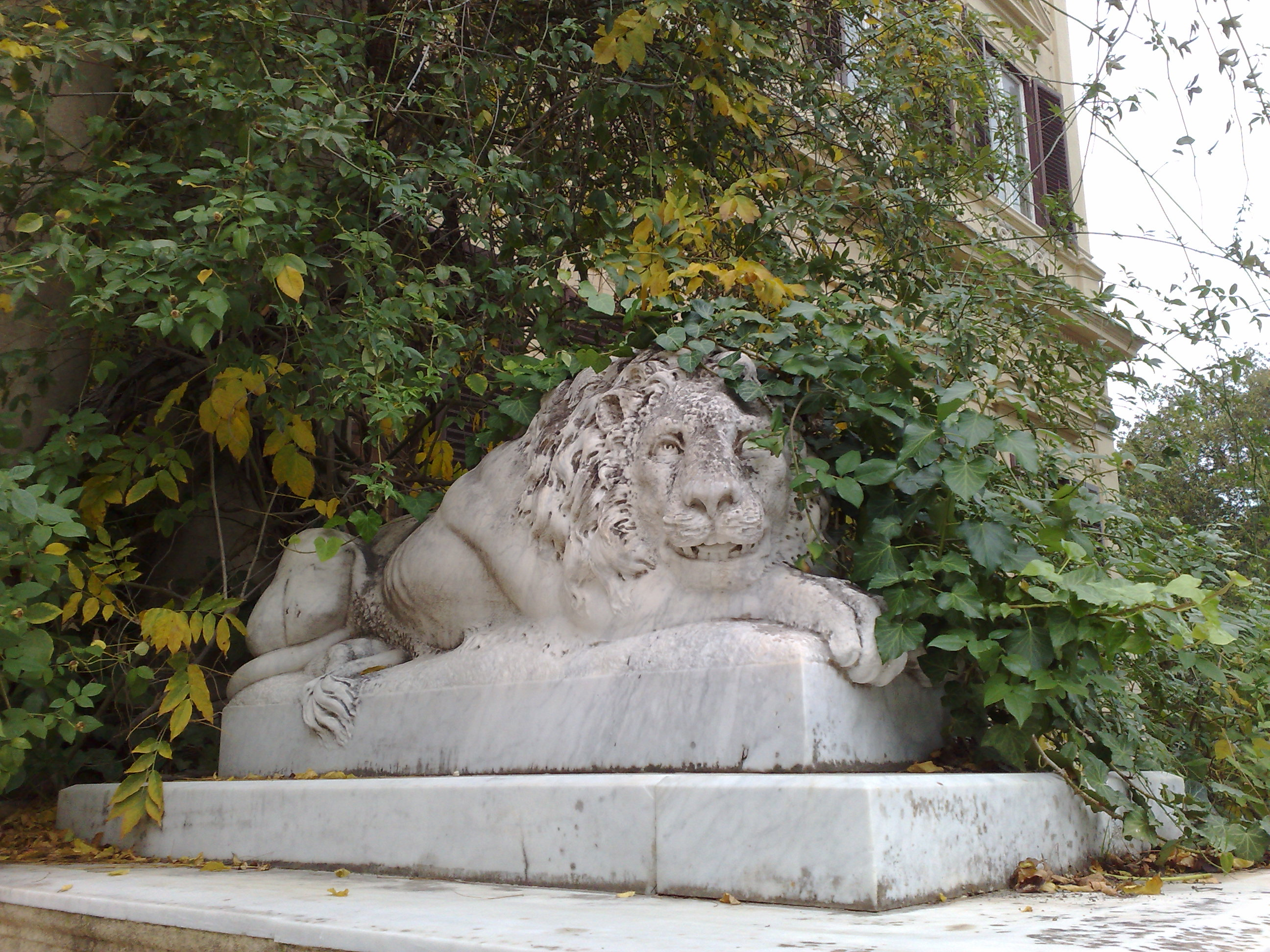
Un des lions de la villa.

La villa est de style néo-renaissance et se développe sur trois niveaux.
L'intérieur comporte des salles décorées qui conservent une collection d'objets d'art que le propriétaire a rapporté de ses nombreux voyages : meubles, peintures, porcelaines et oriflammes flamands du XVIe siècle.
Parmi les salles figure celle dénommée la « Sala d'estate » décorée à fresque par Ettore De Maria Bergler.

## Le jardin
Le jardin, qui s'étend sur environ 5 ha, est issu du projet d'Emilio Kunzmann.

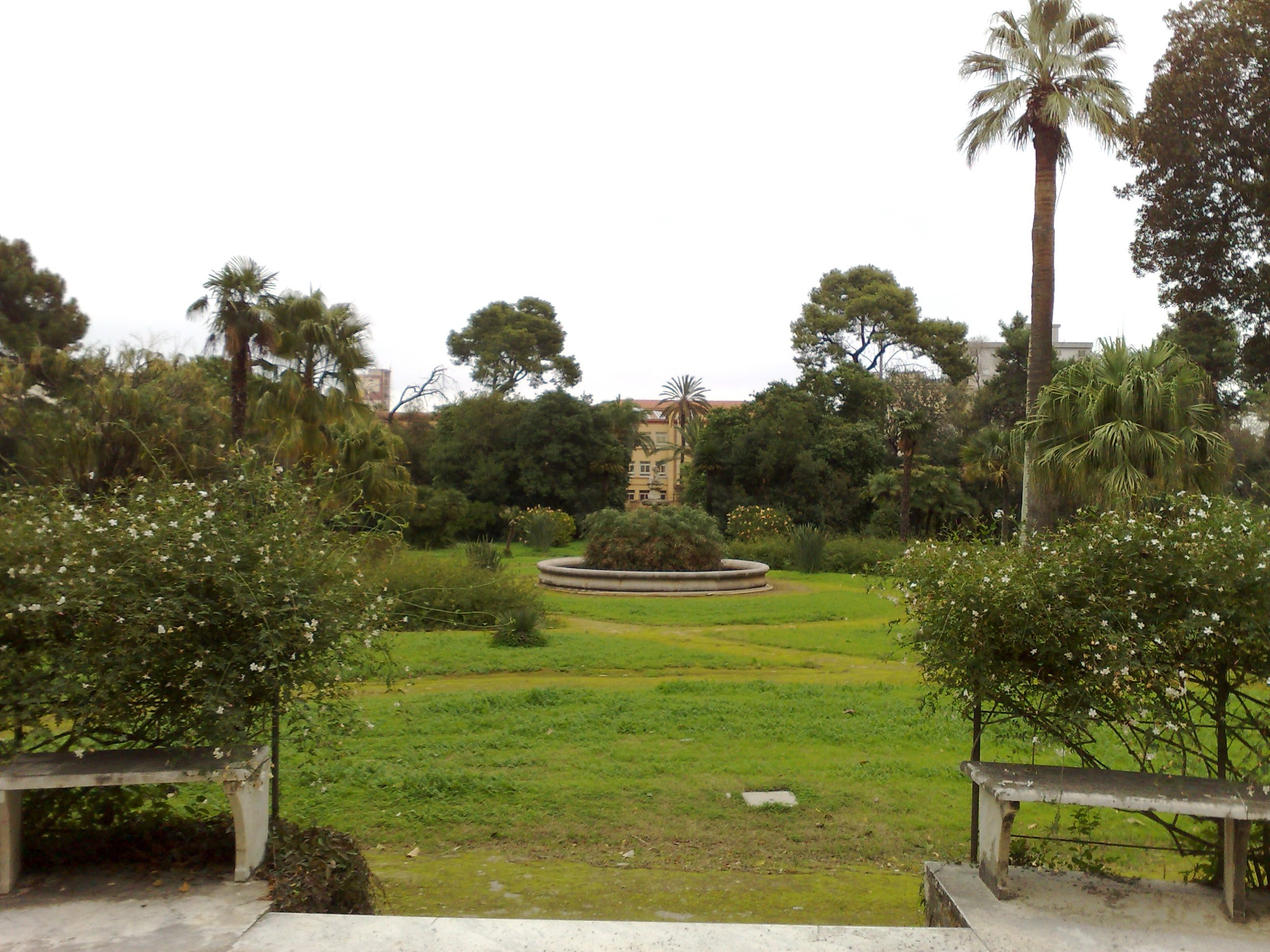
Le jardin.

L'entrée sur la via Dante comporte une grande grille en fer forgé et la partie du jardin qui lui est adjacente est cultivée à l'anglaise, avec des petites allées qui parcourent des espaces asymétriques. L'autre partie du jardin est à l'italienne, avec des espaces géométriques autour de la villa.
Le jardin comporte des plantes rares provenant du monde entier : Tunisie, Sumatra, Australie et une serre qui conserve environ 150 exemplaires d'orchidées.

## Images

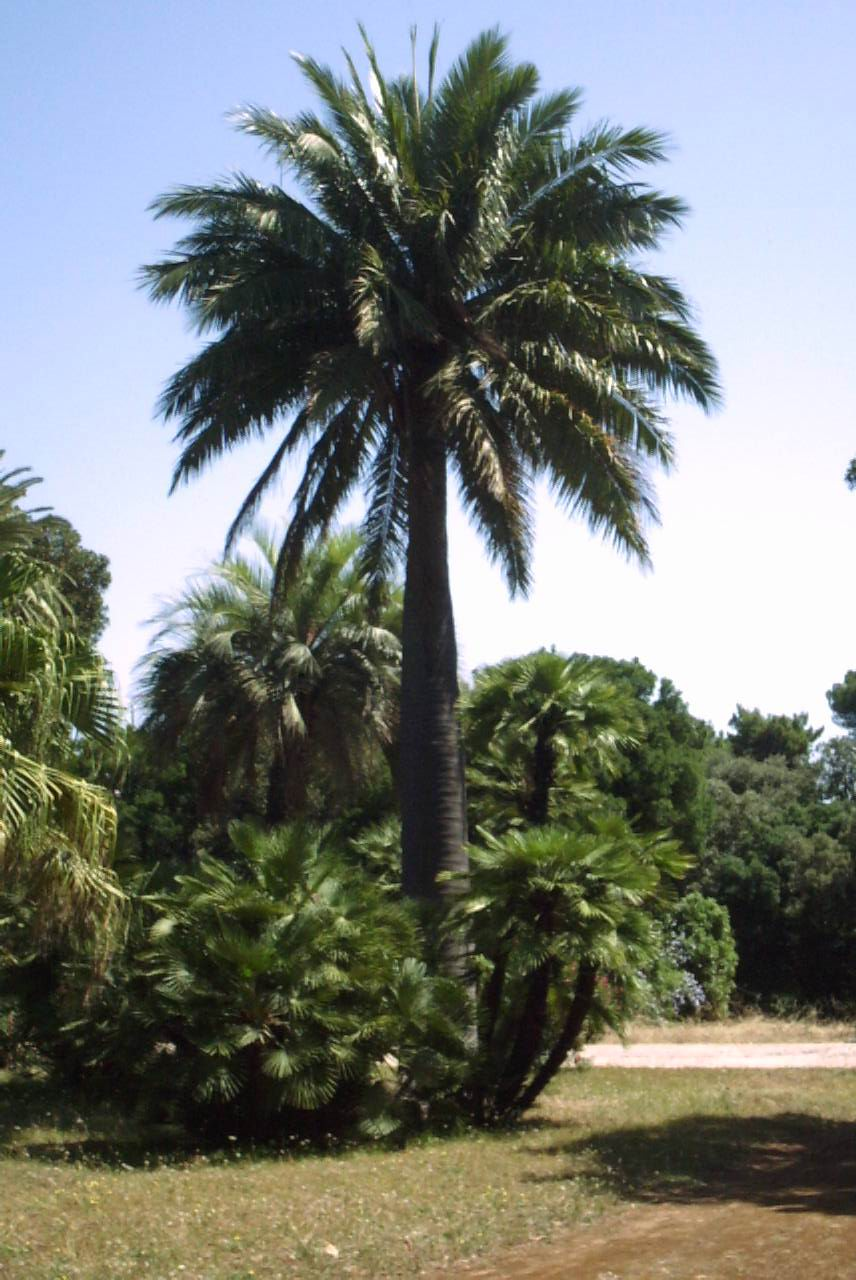
Jubaea chilensis.
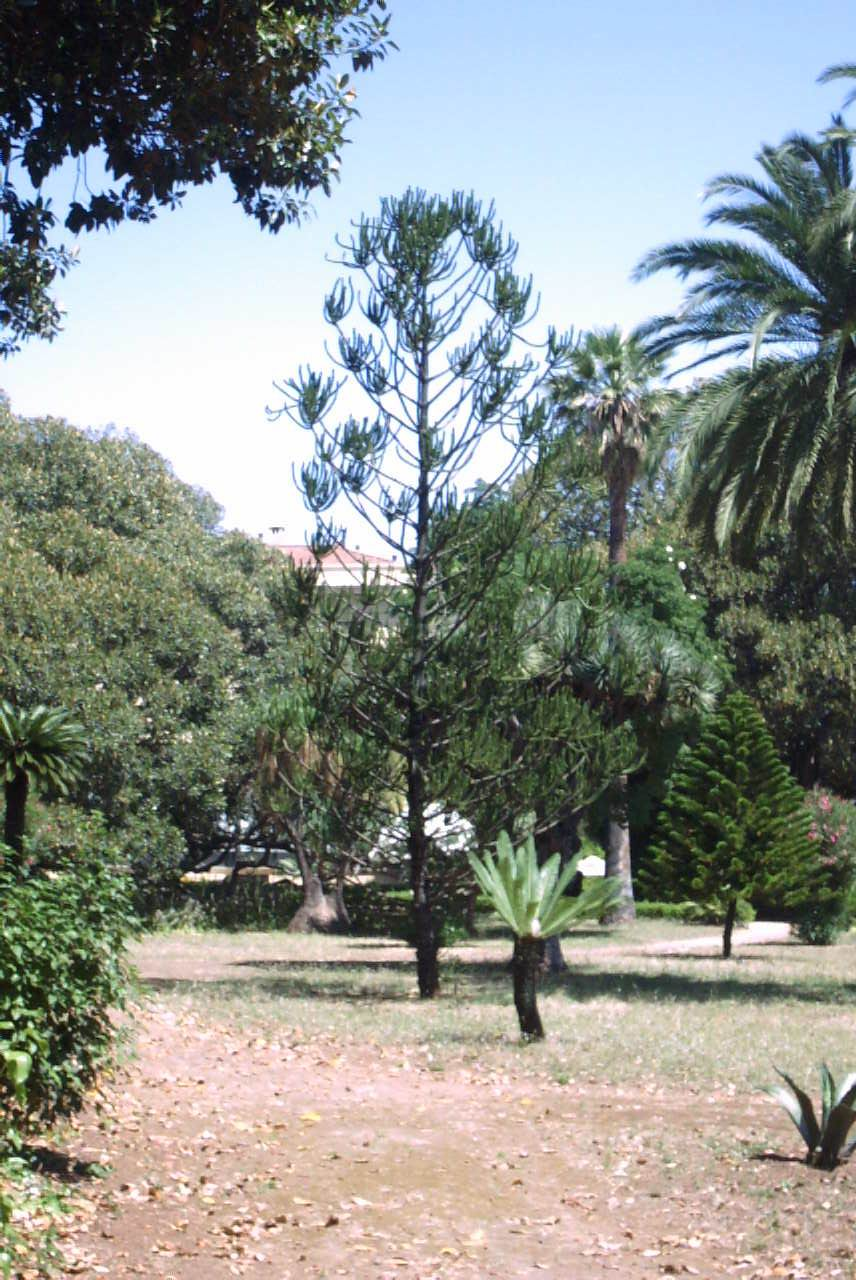
Araucaria rulei.
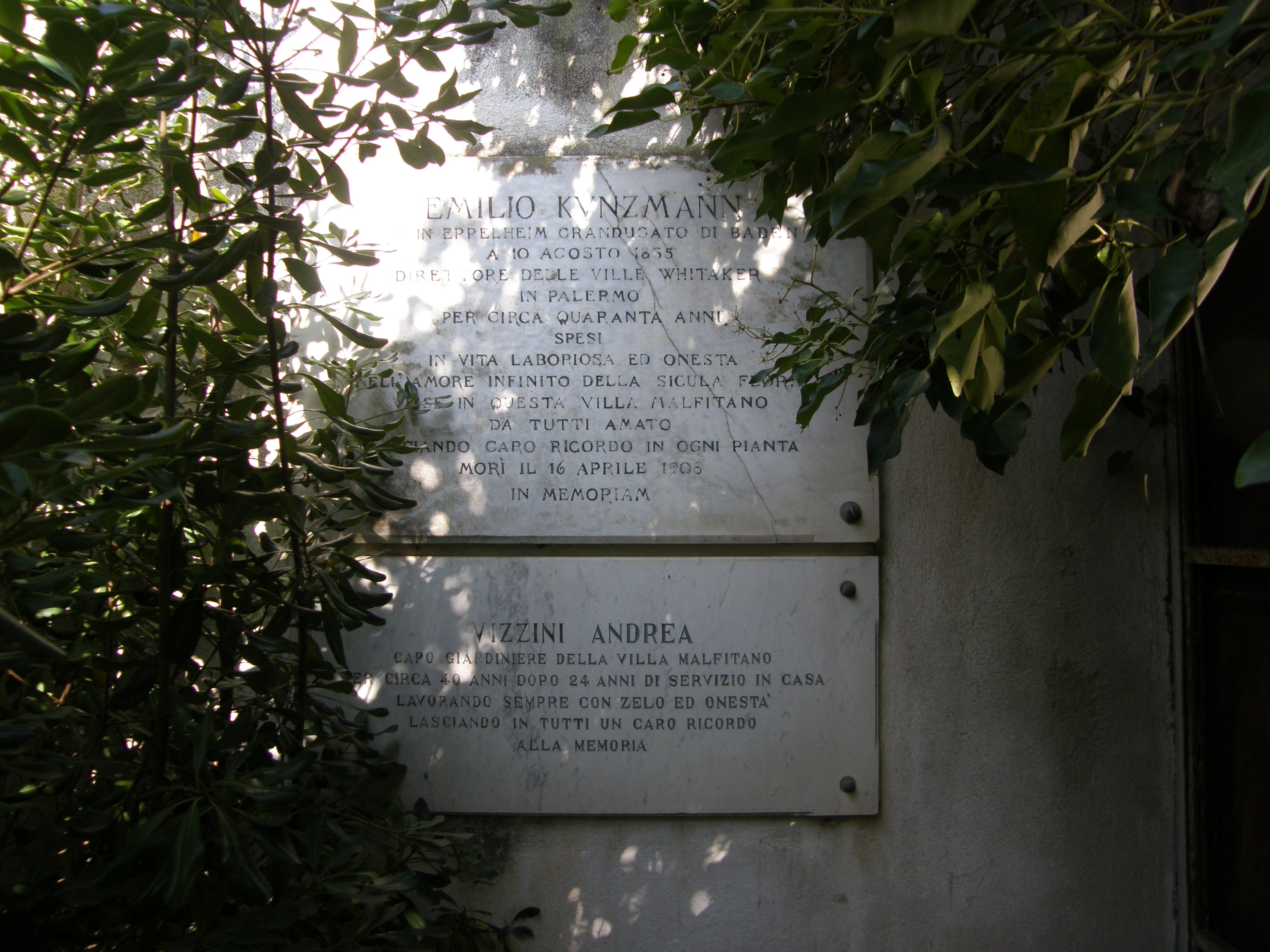
Stèle en mémoire des jardiniers.
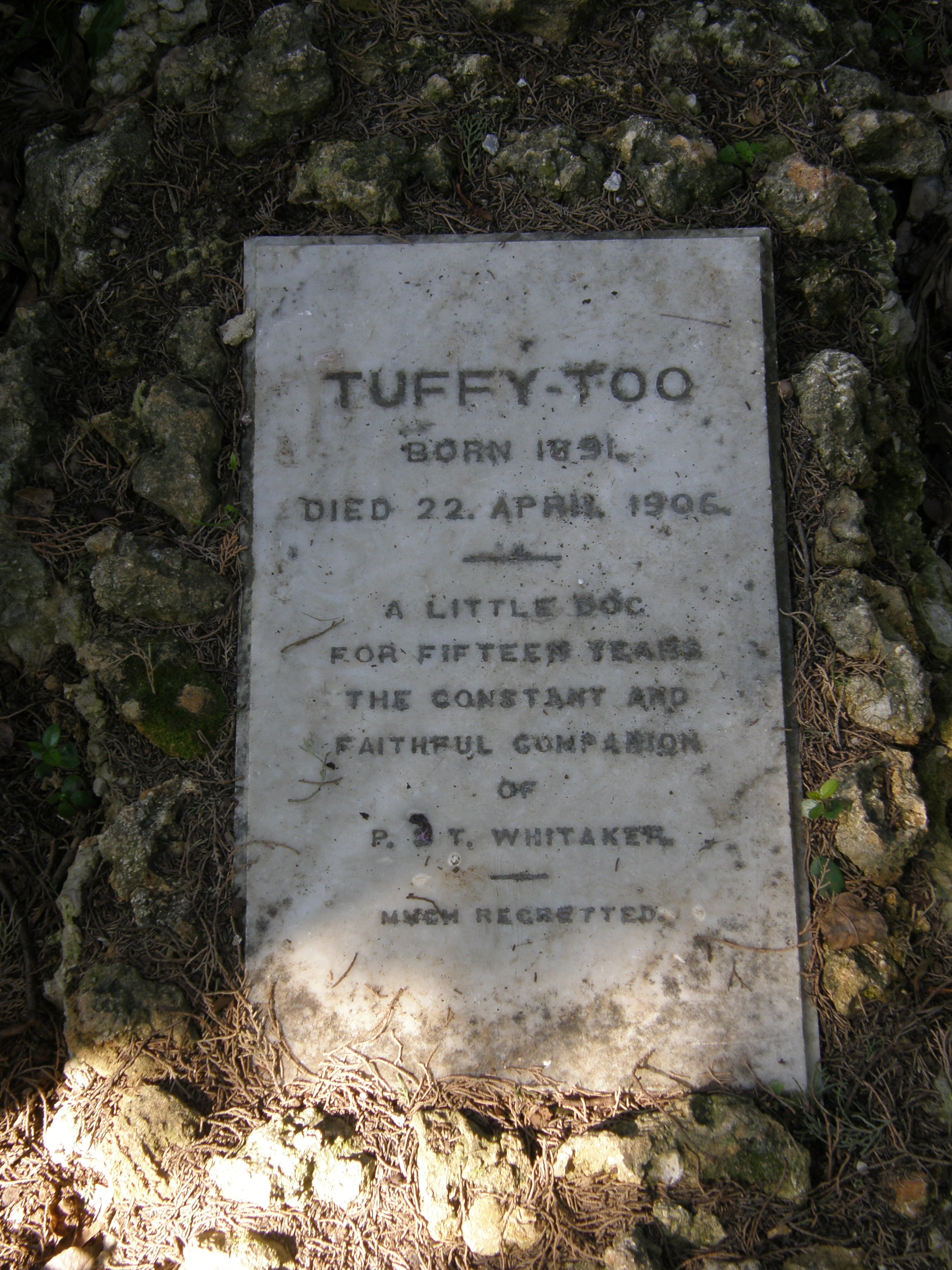
Stèle en mémoire du chien Taffy too.

## Sources de traduction
- (it) Cet article est partiellement ou en totalité issu de l’article de Wikipédia en italien intitulé « Villa Malfitano Whitaker » (voir la liste des auteurs).